# 뉴사우스웨일스 공공 서비스 연맹
뉴사우스웨일즈 공공 서비스 연맹(영어: Public Service Association of NSW, 약칭 PSA)은 뉴사우스웨일즈주의 정부, 대학 그리고 관련 공적 영역의 노동자를 대변하는 노동조합이다.